# Dictyna ignobilis
Dictyna ignobilis là một loài nhện trong họ Dictynidae.
Loài này thuộc chi Dictyna. Dictyna ignobilis được Wladislaus Kulczynski miêu tả năm 1895.